# Ilo Vecchi
Ilo Vecchi (fl. XX secolo) è stato un calciatore italiano, di ruolo difensore.

## Carriera
Debutta in massima serie con la Pistoiese nel 1928-1929, disputando con i toscani 14 partite in Divisione Nazionale ed altre 54 partite nei due successivi campionati di Serie B.